# Maria Lluïsa Dara i Zamora
Maria Lluïsa Dara i Zamora   (Tortosa, 1808 - Tortosa, 1888) va ser una noble catalana, baronessa de Purroi. Va destacar-se per l'organització de la defensa de la ciutat de Gandesa durant la Primera Guerra Carlina en els diferents atacs que rebé del bàndol carlí.